# الانتخابات البرلمانية الموريتانية 2001
أجريت الانتخابات النيابية في موريتانيا يومي 19 و 26 أكتوبر / تشرين الأول 2001. وقد أسفرت النتائج عن فوز ساحق لحزب الرئيس معاوية ولد سيدي أحمد الطايع الحزب الجمهوري الديمقراطي الاجتماعي الذي حصل على 64 مقعدا من أصل 81.

## خلفية
شهدت الانتخابات السابقة منذ إعادة إدخال سياسة التعددية الحزبية في أوائل التسعينيات مقاطعة المعارضة بسبب اتهامات للحكومة الحالية بتزوير النتائج. ورغم ذلك، تم إدخال نظام جديد للهوية المحوسبة قبل انتخابات عام 2001 ، مما أدى إلى تنافس أحزاب المعارضة في الانتخابات.

## نتائج
| الحزب                                | الأصوات | ٪    | المقاعد |
| ------------------------------------ | ------- | ---- | ------- |
| الحزب الجمهوري الديمقراطي والاجتماعي |         |      | 64      |
| التجمع من أجل الديمقراطية والوحدة    |         |      | 3       |
| الاتحاد من أجل الديمقراطية والتقدم   |         |      | 3       |
| تجمع القوى الديمقراطية               |         |      | 3       |
| العمل من أجل التغيير                 |         |      | 4       |
| اتحاد قوى التقدم                     |         |      | 3       |
| الجبهة الشعبية                       |         |      | 1       |
| أصوات غير صالحة / فارغة              |         | -    | -       |
| مجموع                                | 560.045 | 100  | 81      |
| الناخبون المسجلون / الاقبال          | 1028630 | 54.5 | -       |
| colspan="5" المصدر: IPU              |         |      |         |